# Ted Parsons
Ted Parsons – amerykański perkusista znany ze współpracy z grupami Swans, Prong i Jesu.

## Życiorys
Parsons debiutował w 1985 w grupie Swans, z którą nagrał albumy Holy Money i Children Of The God. Po odejściu w 1987 razem z Tommym Victorem założył crossoverowy Prong, z którym nagrał 6 albumów. Parsons jest również współautorem kilku klasycznych utworów zespołu, m.in.: Beg To Differ, Broken Peace, Snap Your Fingers, Snap Your Neck i Rude Awaking. Po rozwiązaniu grupy w 1996 dołączył do dwóch projektów Justina K. Broadricka: Godflesh (partie perkusji na płycie Hymns) i Jesu.
Ponadto nawiązał współpracę z: Public Image Ltd, Killing Joke, Legendary Pink Dots oraz grupą Of Cabbages and Kings.
Mieszka z rodziną w Oslo w Norwegii, gdzie pracuje jako nauczyciel gry na perkusji.

## Dyskografia

### Swans
- Holy Money (1986)
- Children of God (1987)

### Prong
- Primitive Origins (1987)
- Force Fed (1988)
- Beg To Differ (1990)
- Prove You Wrong (1991)
- Cleansing (1994)
- Rude Awakening (1996)

### Godflesh
- Hymns (2001)

### Jesu
- Jesu (2004)
- Silver (2006)
- Conqueror (2007)
- Lifeline (2007)
- Ascension  (2011)

### Pozostałe
- Buckethead – Giant Robot (1994)
- Treponem Pal – Weird Machine (2008)